# Carvalhoa
Carvalhoa là chi thực vật có hoa trong họ Apocynaceae.